# Johannes Gaertner
Johannes Alexander Gaertner (geboren 26. April 1912 in Berlin; gestorben 28. Januar 1996 in Easton (Pennsylvania)) war ein deutschamerikanischer Kunsthistoriker.

## Leben
Johannes Gaertner war der Sohn eines Buchhalters, der 1937 starb. Gaertner machte 1930 das Abitur am Schillergymnasium Berlin-Lichterfelde und studierte Christliche Archäologie und Kirchliche Kunstgeschichte in Berlin und Heidelberg, wo er 1936 mit einer Dissertation über Johann Gottfried Herder promoviert wurde. Wegen seiner jüdischen Mutter wurde ihm die weitere wissenschaftliche Arbeit verwehrt. Gaertner emigrierte deshalb 1936 nach Peru, wo er sich in Sullana als Hauslehrer und in Lima als Buchhändler durchschlug. Seiner Mutter gelang 1941 ebenfalls die Emigration aus dem nationalsozialistischen Deutschland nach Peru. In Peru heiratete Gaertner 1941 die ebenfalls emigrierte Innenarchitektin Gerda Meyer und zog 1945 mit ihr in die USA. Von 1947 bis zu seiner Emeritierung 1977 lehrte er Sprachen und Kunstgeschichte am Lafayette College in Easton (Pennsylvania). 1967 wurde er dort zum Professor und zum Head of Department ernannt.
Gaertner schrieb in deutscher und englischer Sprache Beiträge in Fachzeitschriften zu Themen der Ästhetik und der Philologie, des Weiteren veröffentlichte er ca. 200 Rezensionen. Er schrieb außerdem Gedichte in englischer, deutscher und lateinischer Sprache.

## Werke (Auswahl)
- Vox humana. Lateinische Gedichte. Lunenburg, 1954.
- Prisma der Demokratie: Ausdruck und Selbstkritik in der Malerei Amerikas. Berlin: Hessling, 1961.
- Diapason. Gedichte. Berlin: Hessling, 1962.
- Cantus Firmus. Lateinische Gedichte. Lunenburg, 1966.